# Michail Borisovič Chodorkovskij
Michail Borisovič Chodorkovskij (in russo Михаил Борисович Ходоркóвский?, trasl. anglosassone: Mikhail Khodorkovsky; Mosca, 26 giugno 1963) è un imprenditore, attivista e oligarca russo in esilio, ritenuto nel 2003 l'uomo più ricco in Russia (con una fortuna stimata in un valore di 15 miliardi di dollari) e classificato al 16º posto nella lista dei miliardari di Forbes.
Fondatore e leader dell'organizzazione anti-Putin «Open Russia», riconosciuta dal governo russo come "agente straniero" e "organizzazione indesiderabile", vive a Londra dove ha dichiarato: "non sono più un insider del potere russo".
Dal 2003 al 2013 è stato detenuto in Russia per varie accuse fiscali. Amnesty International, denunciando le irregolarità dei processi, ha sempre considerato Chodorkovskij un prigioniero di coscienza, e anche l'associazione Memorial l'ha designato come prigioniero politico.
Nel 2023 ha promosso assieme ad altri esuli come Garry Kasparov la Dichiarazione delle Forze Democratiche Russe. È inoltre un membro del Comitato Anti-Guerra Russo e di altri gruppi.

## Biografia
Nato a Mosca da Boris Chodorkovskij, ebreo, e Marina, cristiano-ortodossa, entrambi ingegneri, compie brillanti studi e si laurea in ingegneria chimica nel 1986. Il giovane Chodorkovskij era un fervente patriota e comunista convinto, attivista del Komsomol e perciò ben introdotto nell'apparato sovietico. Iniziò diverse attività imprenditoriali negli anni della glasnost' e della perestrojka: si impegnò nell'importazione di personal computer e nel 1988 fondò una banca privata chiamata Menatep. Fu consulente finanziario del primo governo El'cin.
Nei primi anni '90, approfittando dell'inflazione galoppante, fece una piccola fortuna con il commercio di valuta. In quegli anni un ristretto gruppo di uomini d'affari, di cui Chodorkovskij fece parte, e che sono noti - secondo una definizione giornalistica - come oligarchi russi, si impadronì, in modo poco trasparente, delle principali compagnie del paese (specialmente quelle attive nell'estrazione di materie prime), e sulla base di queste acquisizioni i membri del gruppo costruirono immensi patrimoni personali.
È il caso della Jukos, una conglomerata impegnata nella produzione di petrolio, di cui a metà anni '90 Chodorkovskij entrò in possesso: egli ottenne il 78% delle azioni della società, del valore di circa 5 miliardi di dollari, con appena 318 milioni di dollari. La crisi finanziaria russa del 1998, però, ebbe gravi ripercussioni per gli affari di Chodorkovskij: Menatep fallì e la stessa Jukos ebbe serie difficoltà trovandosi sull'orlo della bancarotta. Con la ripresa economica Chodorkovskij avviò una profonda ristrutturazione di Jukos e nel 2003, anche grazie all'aumento del prezzo del petrolio, divenne l'uomo più ricco della Russia.

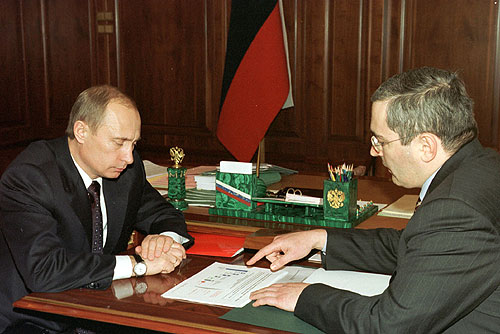
Michail Chodorkovskij con il Presidente della Russia, Vladimir Putin, il 20 dicembre 2002

### L'arresto e la detenzione
Il 25 ottobre 2003 fu arrestato per frode fiscale. La Jukos in breve perse gran parte del suo valore in borsa, finché - a un anno dalla condanna a nove anni di carcere di Chodorkovskij, avvenuta nel 2005 - finì in bancarotta e gli asset più importanti vennero rilevati dalla compagnia di Stato Rosneft. Nel 2010 Chodorkovskij fu condannato per appropriazione indebita e riciclaggio di denaro, estendendo così la sua carcerazione fino al 2017.
Il suo fu considerato dalla maggior parte degli analisti e dei media internazionali un processo politico, voluto da Vladimir Putin per sbarazzarsi di uno degli uomini più potenti del paese e che, prima di finire in carcere, aveva apertamente criticato lo stato di corruzione in cui versava la Russia.

### In carcere
Il 30 maggio 2005, Mikhail Chodorkovskij è stato condannato a nove anni in un carcere di media sicurezza, venendo detenuto a Matrosskaya Tishina, una prigione di Mosca. Il 1º agosto 2005, un saggio politico scritto da Chodorkovskij nella sua cella di prigione, intitolato Svolta a sinistra, è stato pubblicato sul quotidiano Vedomosti, chiedendo una svolta verso uno stato più socialmente responsabile. Ha dichiarato:
"La prossima amministrazione russa dovrà includere il Partito Comunista della Federazione Russa e il Partito della Patria, o i successori storici di questi partiti. I liberali di sinistra, tra cui Yabloko, e la destra Ryzhkov, Khakamada e altri dovrebbero decidere se unirsi all'ampia coalizione socialdemocratica o rimanere scontrosi e senza rilevanza ai margini politici. A mio parere, devono aderire perché solo la più ampia composizione di una coalizione in cui le opinioni liberal-socialiste (socialdemocratiche) giocheranno il ruolo chiave può salvarci dall'emergere, nel processo di questa svolta a sinistra, da un nuovo regime ultraautoritario. Le nuove autorità russe dovranno affrontare un'agenda di sinistra e soddisfare una richiesta irrefrenabile da parte del popolo di giustizia. Ciò significherà in primo luogo i problemi della legalizzazione della privatizzazione e del ripristino di programmi e approcci paternalistici in diverse aree".
Il 19 agosto 2005, Khodorkovsky annunciò di essere in sciopero della fame in segno di protesta contro il collocamento del suo amico e socio Platon Lebedev nella cella di punizione della prigione. Secondo Khodorkovsky, Lebedev aveva diabete mellito e problemi cardiaci, e tenerlo nella cella di punizione equivaleva a un omicidio.
Il 31 agosto 2005 ha annunciato che si sarebbe candidato al parlamento. Questa iniziativa è stata resa possibile da una scappatoia legale: un criminale condannato non può votare o candidarsi per un parlamento, ma se il suo caso viene presentato alla Corte d'appello gode ancora di tutti i diritti elettorali. Di solito ci vuole circa un anno perché un appello si faccia strada attraverso la Corte d'Appello, quindi avrebbe dovuto esserci abbastanza tempo per l'elezione di Khodorkovsky. Affinché un membro del parlamento russo sia imprigionato, il parlamento deve votare per revocare la sua immunità. Così aveva la speranza di evitare l'accusa. Ma la Corte d'Appello, insolitamente, ha impiegato solo un paio di settimane per elaborare l'appello di Khodorkovsky, riducendo la sua condanna di un anno e invalidando qualsiasi piano elettorale da parte sua fino alla fine della sua condanna.
Come riportato il 20 ottobre 2005, Khodorkovsky è stato consegnato al campo di lavoro YaG-14/10 (Исправительное учреждение общего режима ЯГ-14/10) nella città di Krasnokamensk, vicino a Čita. Il campo di lavoro è adiacente a una miniera di uranio, che un tempo serviva. Khodorkovsky fu messo a lavorare nella fabbrica di guanti della colonia. Dormiva in una caserma e spesso trascorreva le sue giornate in una fredda cella solitaria come punizione per la sua presunta violazione di varie regole.
La seconda parte del saggio di Khodorkovsky, Left Turn, è stata pubblicata su Kommersant l'11 novembre 2005, in cui ha espresso opinioni socialdemocratiche.
Il 13 aprile 2006, Khodorkovsky è stato aggredito dal detenuto Alexander Kuchma mentre dormiva dopo un'accesa conversazione. Kuchma tagliò la faccia di Khodorkovsky con un coltello e disse che era una risposta alle avances sessuali dell'uomo d'affari. I media occidentali hanno accusato le autorità russe di cercare di minimizzare l'incidente. Nel gennaio 2009, lo stesso prigioniero ha intentato una causa per 500.000 rubli (circa $ 15.000) contro Khodorkovsky, accusandolo di molestie omosessuali. Kuchma ha detto in un'intervista che è stato costretto ad attaccare Khodorkovsky da due ufficiali, picchiato e minacciato di morte per commettere l'attacco. Nel 2011 Kuchma ha ammesso che gli era stato detto di attaccare Khodorkovsky "da persone sconosciute che erano venute nella colonia della prigione e lo avevano picchiato e minacciato".
Il 5 febbraio 2007 nuove accuse di appropriazione indebita e riciclaggio di denaro sono state mosse contro Khodorkovsky e Platon Lebedev. I sostenitori di Khodorkovsky hanno sottolineato che le accuse sono arrivate pochi mesi prima che Khodorkovsky e Lebedev diventassero eleggibili per la libertà condizionale, così come un anno prima delle successive elezioni presidenziali russe.
Il 28 gennaio 2008, Khodorkovsky ha iniziato uno sciopero della fame per aiutare il suo socio Vasily Aleksanyan, malato e tenuto in prigione negandogli le cure mediche di cui aveva bisogno. Aleksanyan è stato trasferito da una prigione preventiva a un ospedale oncologico l'8 febbraio 2008, dopo di che Khodorkovsky ha terminato il suo sciopero.
"Nessuna singola causa ha fatto più di quella di Khodorkovsky per ispirare i russofoni ovunque", ha scritto Gessen nel 2012. "Tre degli scrittori più venduti della Russia hanno pubblicato la loro corrispondenza con Khodorkovsky; i compositori gli hanno dedicato sinfonie, una dozzina di artisti hanno partecipato al suo processo e hanno messo insieme una mostra di disegni in aula. Gessen ha osservato che "un gruppo di musicisti classici di origine sovietica si è recato a Strasburgo per organizzare un concerto in onore di Khodorkovsky". Mentre Khodorkovsky era imprigionato, Arvo Pärt, il compositore estone, scrisse la sua Sinfonia n. 4 e gliela dedicò. La sinfonia ha avuto la sua prima il 10 gennaio 2009 a Los Angeles presso la Walt Disney Concert Hall, sotto la direzione di Esa-Pekka Salonen.
Khodorkovsky ha trascorso più della metà del suo tempo in prigione nel centro di detenzione Matrosskaya Tishina a Mosca, dove, secondo Gessen, "le condizioni di vita sono molto più punitive di quelle di una lontana colonia penale". Tuttavia, ha osservato Gessen, "ha rifiutato di descrivere" in dettaglio le condizioni in cui è stato imprigionato, "sostenendo che non è diverso dagli altri detenuti".
In prigione, Khodorkovsky ha annunciato che avrebbe ricercato e scritto una tesi di dottorato sul tema della politica petrolifera russa. La terza parte del saggio/tesi di Khodorkovsky "Left Turn" con il sottotitolo "Global Perestroika" è stata pubblicata a Vedomosti il 7 novembre 2008. In esso egli affermava: "La vittoria di Barack Obama alle elezioni presidenziali americane non è semplicemente l'ultimo cambio di potere in un singolo paese, anche se una superpotenza. Siamo sulla soglia di un cambiamento nel paradigma dello sviluppo mondiale. L'era le cui fondamenta sono state gettate da Ronald Reagan e Margaret Thatcher tre decenni fa sta finendo. Includendo incondizionatamente me stesso in quella parte della società che ha opinioni liberali, vedo: avanti – è una svolta a sinistra".
Nel maggio 2010, Khodorkovsky ha fatto uno sciopero della fame di due giorni per protestare contro quella che ha detto essere una violazione della recente legge contro l'incarcerazione di persone accusate di crimini finanziari. La legge è stata spinta dal presidente Medvedev dopo la scomparsa di Sergei Magnitsky, morto in detenzione preventiva in una prigione di Mosca nel 2009.
In appello, le condanne di Khodorkovsky e Platon Lebedev furono ridotte da 11 anni a 10 anni e 10 mesi, il che significa che avrebbero potuto essere rilasciati rispettivamente nell'agosto 2014 e nel maggio 2014. L'appello di Khodorkovsky recitava: "In questo caso, il solito mantra che tutto è legale e ben fondato semplicemente non funzionerà".
Ha scritto un libro, My Fellow Prisoners, che descrive in dettaglio il suo tempo in carcere.

### La vita in esilio (2013-)

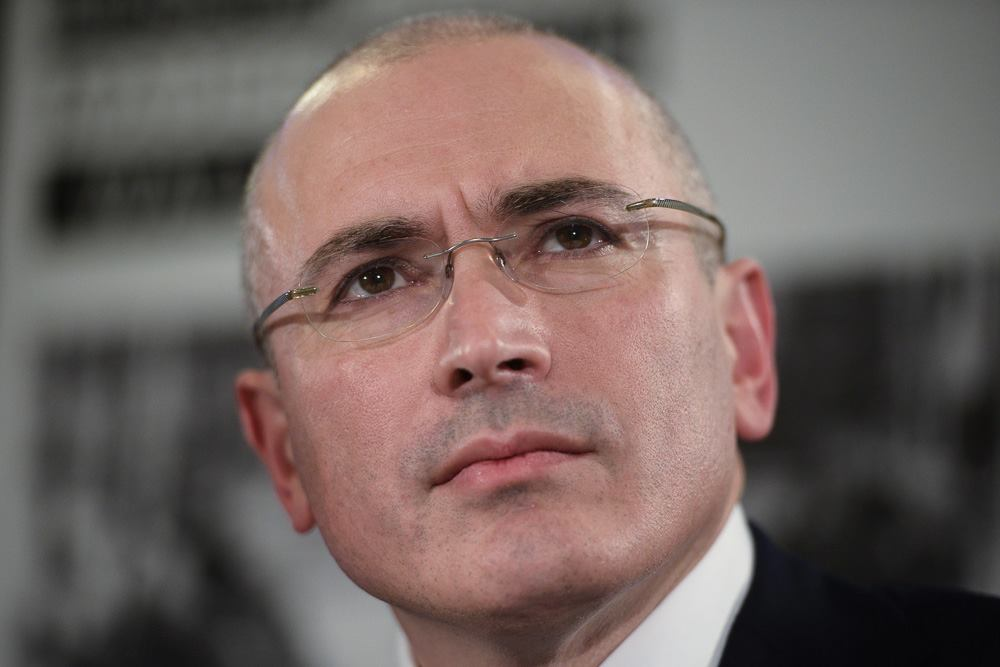
Michail Chodorkovskij il 22 dicembre 2013 dopo la sua scarcerazione

Il 18 dicembre 2013 la Duma approvò un provvedimento di amnistia per i reati di cui è accusato Chodorkovskij (il resto della pena da scontare venne condonato dalla grazia firmata da Putin), il quale il 20 dicembre 2013, appena scarcerato, lasciò la Russia alla volta della Germania.
Dopo la grazia e il rilascio dalla prigione il 20 dicembre 2013, contemporaneamente ai membri del gruppo di protesta Pussy Riot (Nadežda Tolokonnikova e Marija Alëchina, amnistiate), Khodorkovsky ha fatto solo poche apparizioni pubbliche fino allo scoppio della rivoluzione in Ucraina. Il 9 marzo 2014, Khodorkovsky ha parlato al Maidan Nezalezhnosti a Kiev, dove ha accusato il governo russo di complicità nell'uccisione di manifestanti.
Nel marzo 2014, Khodorkovsky ha ricevuto il premio "Uomo dell'anno" dal quotidiano polacco Gazeta Wyborcza. Ha anche tenuto discorsi programmatici al Le Monde Festival, alla Freedom House Awards Dinner, al Council on Foreign Relations, all'Oslo Freedom Forum , al Forum 2000, al Vilnius Forum, alla Chatham House, al World Economic Forum, alla Stanford University e il Consiglio Atlantico. Nel maggio 2014, Khodorkovsky è stato elogiato dall'ex presidente polacco Lech Wałęsa e ha ricevuto un premio per i suoi sforzi per riformare la società civile russa.
La madre di Khodorkovsky è morta nell'estate del 2014. 

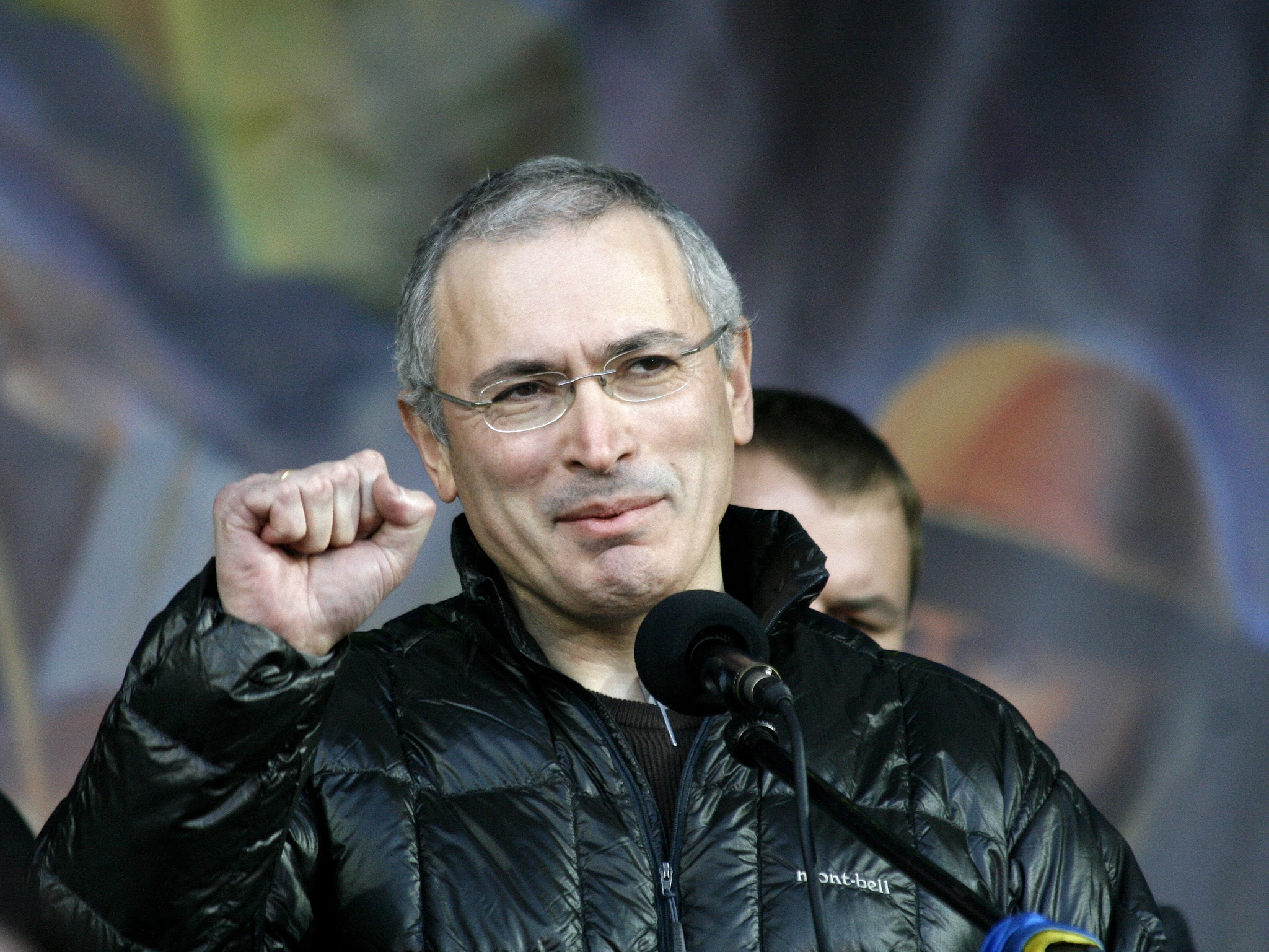
Khodorkovsky parla all'Euromaidan a Kiev, Ucraina, 9 marzo 2014

Nel luglio 2014, la Corte permanente di arbitrato dell'Aia ha stabilito che il governo russo ha deliberatamente mandato in bancarotta Jukos per sequestrare i suoi beni e gli ha ordinato di rimborsare agli azionisti di Jukos una somma di circa 50 miliardi di dollari. Circa 30.000 ex dipendenti della Jukos avrebbero ricevuto una cospicua pensione dal governo. A gennaio 2015 il governo russo non ha effettuato alcun pagamento agli azionisti o ai dipendenti di Jukos. Il 20 aprile 2016 il tribunale distrettuale dell'Aia ha annullato le decisioni della Corte permanente di arbitrato, dichiarando il difetto di giurisdizione in quanto l'applicazione provvisoria della clausola compromissoria del trattato sulla Carta dell'energia violava il diritto russo.
Il 20 settembre 2014, Khodorkovsky ha rilanciato ufficialmente il movimento Open Russia, con una trasmissione in teleconferenza in diretta con gruppi di attivisti della società civile e opposizione pro-democrazia a Kaliningrad, San Pietroburgo, Voronezh ed Ekaterinburg, tra gli altri. Secondo i media nel periodo del lancio, Open Russia aveva lo scopo di unire i russi europeisti nel tentativo di sfidare la presa del potere di Putin. Khodorkovsky ha affermato che l'organizzazione promuoverà media indipendenti, educazione politica, stato di diritto, sostegno ad attivisti e giornalisti, elezioni libere ed eque e un programma per riformare le forze dell'ordine e il sistema giudiziario russo. Ha affermato che le azioni di Putin "stavano chiaramente guidando la Russia lungo il percorso patriarcale asiatico verso lo sviluppo" e ha definito la Duma di Stato "un baluardo dei reazionari". Ha affermato che Open Russia era disposto a sostenere qualsiasi candidato che cercasse di sviluppare la Russia lungo il modello europeo. Khodorkovsky ha negato di aver promesso al governo russo di smettere di fare politica in cambio della libertà.
Nell'ottobre 2014, Khodorkovsky ha visitato gli Stati Uniti, pronunciando il discorso programmatico a una riunione di Freedom House a Washington e tenendo un discorso al Council on Foreign Relations di New York. In quest'ultimo discorso, tra l'altro, si è lamentato del fatto che "un'immagine dell'Occidente come una sorta di esempio morale per noi stessi" fosse "diventata molto, molto più sfocata negli ultimi dieci o vent'anni". Ha anche detto alla Freedom House che "la Russia ha perso tempo negli ultimi 10 anni... Ora dobbiamo iniziare a recuperare questo tempo perduto".
Un articolo del 3 ottobre 2014 sul Wall Street Journal affermava che Khodorkovsky intendeva "realizzare una conferenza costituzionale che avrebbe spostato il potere dalla presidenza russa verso il potere legislativo e giudiziario". Durante il suo viaggio negli Stati Uniti, ha detto: "La questione del potere russo non sarà decisa da elezioni democratiche - lascia perdere questo... Ecco perché, quando parliamo di compiti strategici, parlo di una conferenza costituzionale che ridistribuirà potere dal presidente" ad altri rami del governo.
Il 2 dicembre 2014 Khodorkovsky si è rivolto al Parlamento europeo.
Il libro di Khodorkovsky My Fellow Prisoners, una raccolta di schizzi sulla sua vita in prigione, è stato pubblicato nel 2014. John Lloyd del Financial Times lo ha definito "vivido, umano e toccante".
Nel dicembre 2014, The Guardian ha riferito che Khodorkovsky, che all'epoca viveva a Zurigo, stava "tramando la caduta dell'uomo che lo ha messo dietro le sbarre per un decennio". Il giornale lo ha citato per aver affermato che i servizi segreti russi stavano monitorando le sue comunicazioni. All'inizio del 2015, ha detto alla CNN che non aveva alcun desiderio di candidarsi alla presidenza, né aveva alcuna ambizione politica, sebbene nutrisse ancora ambizioni di cambiamenti sociali; chiamava i suoi sforzi "attività civica" e non politica.

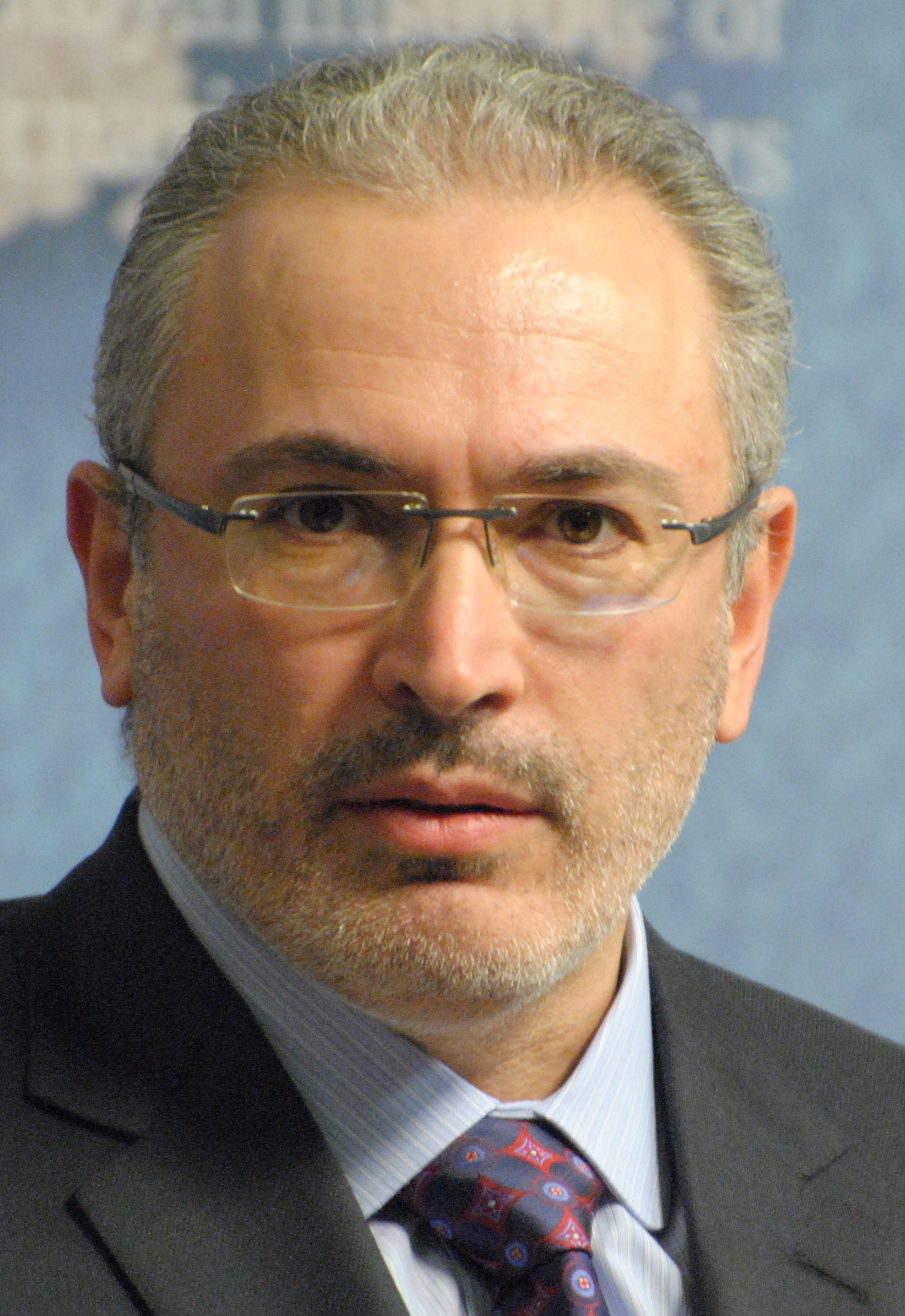
Chodorkovskij nel 2015

Nel marzo 2015, Khodorkovsky, insieme ad altre figure dell'opposizione, è stato oggetto di attacchi da parte di un'organizzazione oscura nota come Glavplakat. Gli attacchi includevano poster e striscioni anonimi sventolati nelle città russe che paragonavano figure dell'opposizione a personaggi sgradevoli della storia o li etichettavano come traditori della Russia. Non è ancora stato determinato chi c'è dietro l'organizzazione. Nell'agosto 2015, il Cremlino ha convocato il padre di Khodorkovsky per interrogarlo. Il 7 dicembre 2015, Khodorkovsky ha ricevuto una convocazione ufficiale dal comitato investigativo russo.
Nel settembre 2016, Khodorkovsky ha lanciato un sito web "Invece di Putin" dove i visitatori possono votare alternative a Putin.
Il 20 maggio 2022 Khodorkovsky è stato designato come "agente straniero" dal Ministero della Giustizia della Federazione Russa. Sempre nel maggio 2022, Khodorkovsky ha partecipato all'8° "Russia Forum" a Vilnius, insieme all'ex primo ministro russo Mikhail Kasyanov, il capo del think tank statunitense Freedom House, il capo dell'emittente radiofonica finanziata dal governo degli Stati Uniti Radio Europa libera e altri. Lo scopo del "vertice anti-Putin" era quello di sviluppare una strategia su come "sostituire" la Russia e "uccidere l'orso russo", ovvero Vladimir Putin. Il parlamento, e non il presidente, dovrebbe esercitare il potere in Russia, ha detto Khodorkovsky a Vilnius, aggiungendo che la fine del governo di Putin “non tarderà ad arrivare”.
Nel novembre 2022 Khodorkovsky ha pubblicato su Internet un libro in lingua russa e inglese intitolato "HOW DO YOU SLAY A DRAGON? A Manual for Start-Up Revolutionaries, tradotto anche come How to Slay a Dragon: Building a New Russia After Putin.
Chodorkovskij si è espresso a favore della rivolta del Gruppo Wagner (2023).